# Caspar Henry Borgess

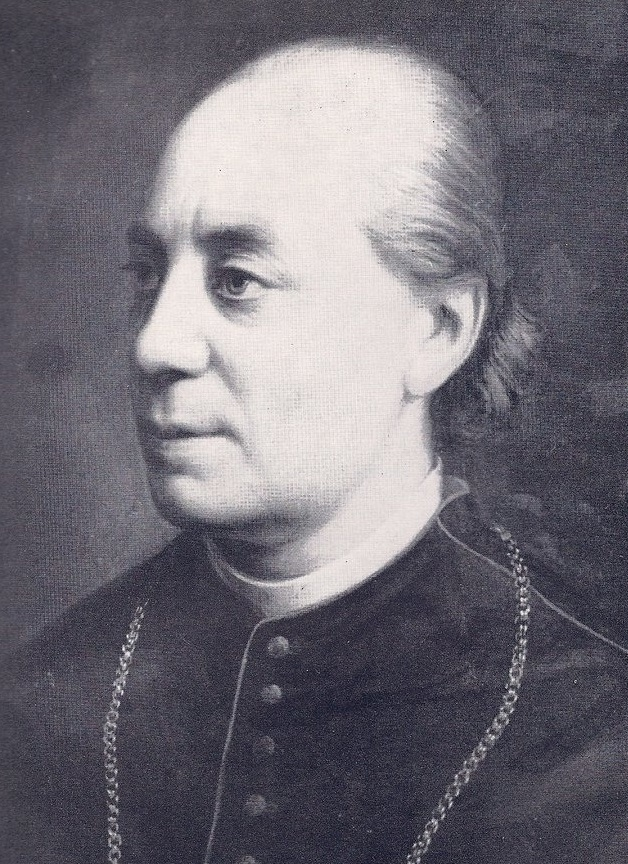
Bischof Caspar Henry Borgess (circa 1880)

Caspar Henry Borgess, Geburtsname Caspar Heinrich Borges (Borchers), (* 1. August 1826 in Addrup, Landkreis Cloppenburg; † 3. Mai 1890 in Kalamazoo, Michigan) war ein aus dem Oldenburger Münsterland stammender US-amerikanischer römisch-katholischer Geistlicher. Er war der zweite bzw. dritte Bischof von Detroit.

## Leben

### Werdegang
Borgess war das zweite von acht Kindern von Gerhard Heinrich Waschefort genannt Borchers (Borges) und Maria Anna geb. Dinkgreve. Der Vater bewirtschaftete als Kleinbauer Pachtland, bevor er sich 1839 mit der Familie zur Auswanderung entschloss. Bereits 1832 war der Bruder des Vaters Otto Borges ausgewandert, der Priester war (geweiht 1831) und  der mit dem Neffen nach dessen Weihe und mit der Nichte Maria Anna später zeitweise in Hausgemeinschaft lebte. Sie siedelten sich zuerst in Philadelphia, dann in Cincinnati an. Dort besuchte Caspar Henry das St. Xavier’s College und das Mount St. Mary’s Seminary. Am 8. Dezember 1848 empfing er von Bischof John Baptist Purcell die Priesterweihe. Nach einem Jahrzehnt im pastoralen Dienst ernannte ihn Bischof Purcell 1860 zum Chancellor (Verwalter der Akten und Archive) des Erzbistums Cincinnati.
1869 starb in Detroit Peter Paul Lefevere, der seit 1841 als Koadjutorbischof für den erkrankten Friedrich Reese die Diözese Detroit geleitet hatte. Im Folgejahr wurde Borgess zu Lefeveres Nachfolger ernannt. Am 24. April 1870 empfing er die Bischofsweihe durch den Bischof von Columbus Sylvester Horton Rosecrans. Als Reese im Dezember 1871 in Hildesheim starb, wurde Borgess Diözesanbischof von Detroit.

### Bischof von Detroit
Als Bischof gewann Borgess Anerkennung für seine persönliche Spiritualität und für die Glaubwürdigkeit seines Festhaltens an hohen Standards für die priesterliche Lebensführung. Zugleich galt er als persönlich reserviert und ohne Sinn für die sozialen Umwälzungen in seiner Diözese. Die in großer Zahl einwandernden polnischen Katholiken erreichte er kaum. Seine Forderungen nach Verzicht auf weltliche Vergnügungen aller Art auch für Laien und seine Neigung zur Überbetonung der bischöflichen Autorität und der Disziplin brachten ihn in zahlreiche Konflikte und beschädigten das ihm entgegengebrachte Vertrauen.
In den 16 Jahren seines Episkopats berief Borgess nahezu im Zwei-Jahres-Rhythmus Diözesansynoden ein. Themen waren u. a. der Aufbau eines katholischen Schulsystems und die Finanzierung karitativer Einrichtungen, dazu liturgische und administrative Regelungen. Borgess erreichte die organisatorische Konsolidierung seiner Diözese, die Gründung zahlreicher neuer Pfarreien und Bildungseinrichtungen. Erleichterung erhielt er durch die Gründung des Bistums Grand Rapids 1882, die seine Diözese stark verkleinerte.
1879 bat Borgess, nach einem für ihn demütigend verlaufenen Konflikt um einen Gemeindepfarrer, den Heiligen Stuhl zum ersten Mal um seine Entpflichtung, die jedoch nicht gewährt wurde, auch weil eine Mehrheit der Diözesanpriester sich beim Papst für das Verbleiben ihres Bischofs einsetzte. Nach weiteren ihn schwer belastenden Auseinandersetzungen trat er 1887 von seinem Amt zurück. Gleichzeitig wurde er zum Titularbischof von Phacusa ernannt. Er starb 1890 nach einem Schlaganfall, den er während eines Besuchs in Kalamazoo erlitt.